# Georg Deuter
Georg Deuter, Künstlername Deuter, (* 1. Februar 1945 in Falkenhagen) ist ein deutscher, heute in den USA ansässiger New-Age-Musiker.

## Leben
Deuter lernte als Junge autodidaktisch Flöte und Gitarre und arbeitete zunächst als Grafik-Designer und Journalist in München. Ein schwerer Autounfall sowie Einflüsse aus dem Sufismus brachten ihn zu einem neuen Musikverständnis.
Seine seit Anfang der 1970er Jahre veröffentlichten Platten verbinden Natur (eigene Naturaufnahmen), Herz (Flöten- und Gitarrenmelodien) und Stille (Synthesizer-Space, Form und Atmosphäre der Stücke). Seine Musik verbindet Instrumente westlicher und östlicher Kulturen.
Etwa 1974 trat Deuter dem Ashram von Bhagwan Shree Rajneesh Osho bei, erhielt den Sannyas-Namen „Swami Chaitanya Hari“ und komponierte zwischen 1974 und 1980 die Musik zu von Osho entwickelten Meditationstechniken.

## Soundtracks
In der 1986 im ZDF ausgestrahlten Folge „Peter sucht das Wattenmeer“ der Kinderserie Löwenzahn sind drei Stücke von Deuters Album Cicada (1982) zu hören: das Titelstück sowie From Here to Here und Light.

## Diskographie
- 1971: D – Kuckuck 11009[2]
- 1972: Aum – Kuckuck 11017[3]
- 1974: Maschine Nr. 9 (Headmovie) – Philips
- 1975: Osho Nataraj Meditation
- 1976: Celebration – Kuckuck 11040[4]
- 1978: Haleakala – Kuckuck 11042[5]
- 1979: Kundalini – Polydor 2392 897
- 1979: Ecstasy – Kuckuck 11044[6]
- 1980: Osho Nadabrahma Meditation
- 1981: Silence Is the Answer – Kuckuck 12049[7]
- 1982: Cicada – Kuckuck 11056[8]
- 1984: Nirvana Road – Kuckuck 11068[9]
- 1986: Call of the Unknown: Selected Pieces 1972–1986 [#1] – Kuckuck 12076[10]
- 1987: San – Kuckuck 11084[11]
- 1988: Land of Enchantment – Kuckuck 11081[12]
- 1989: Basho's Pond: Devotion Flute Music From The World Of Osho
- 1991: Sands Of Time – Selected Studio and concert Recordings 1974–1990 – Kuckuck 12090[13]
- 1992: Henon – Kuckuck 11099[14]
- 1992: Tao Te King – Music and Words
- 1993: Call of the Unknown: Selected Pieces 1972–1986 [#2]
- 1995: Terra Magica – Planet of Light – Lotus Records 9516
- 1995: Inside (With Dr. G. Bayer)
- 1995: Wind & Mountain – New Earth
- 1995: Klänge der Liebe
- 1996: Osho Kundalini Meditation
- 1997: Osho Dynamic Meditation
- 1998: Nada Himalaya – New Earth 77130
- 1999: Reiki Hands of Light – New Earth 77132
- 1999: Garden of the Gods – New Earth 77139
- 2000: Sun Spirit – New Earth 77147
- 2000: Osho Dynamic Meditation
- 2001: Buddha Nature – New Earth 77151
- 2002: Like the Wind in the Trees – New Earth 77172
- 2003: Sea & Silence – New Earth
- 2003: Osho Mandala Meditation
- 2003: Osho Whirling Meditation
- 2003: Osho Gourishankar Meditation
- 2004: Earth Blue – New Earth
- 2005: Tibet: Nada Himalaya, Vol. 2 – New Earth 77176
- 2005: East of the Full Moon – New Earth 77204
- 2006: Koyasan (Reiki Sound Healing) – New Earth
- 2007: Wind & Mountain – New Earth
- 2008: Atmospheres – New Earth 77221
- 2008: Spiritual Healing – New Earth
- 2009: Celebration of Light – Music for Winter and the Christmas Season – New Earth NE 2905
- 2009: Eternity – New Earth NE 2901
- 2009: Notes from a Planet
- 2010: Mystery of Light – New Earth 77260
- 2011: Empty Sky – New Earth
- 2012: Reiki Healing (Sampler) – New Earth
- 2012: Flowers Of Silence (siehe 2017) – New Earth
- 2012: Ocean Waves (als Produzent)
- 2013: Dream Time – New Earth
- 2015: Reiki Hands of Love – New Earth
- 2015: Illumination of the Heart – New Earth
- 2017: The Long Play
- 2017: Space – New Earth
- 2017: Bamboo Forest (ehemals als Flowers Of Silence mit identischem Inhalt) – New Earth
- 2018: Mirage – New Earth
- 2018: Sattva Temple Trance – New Earth
- 2021: Song of the Last Tree (nur digital)
- 2022: Mysterium (Sampler) – New Earth
- 2024: Komorebi – Sunlight Through Trees (nur digital)
- 2025: Mångata (new Album for 2025) (nur digital)